# Giorgos Kyrtsos
Giorgos Kyrtsos é um político grego que actualmente actua como membro do Parlamento Europeu pela Nova Democracia.